# DN솔루션즈
DN솔루션즈(영어: DN Solutions)는 대한민국의 기업으로 DN오토모티브의 자회사로, 공작기계 사업을 핵심으로 두고 있다. TC(터닝센터)와 MCT(머시닝센터)를 제조한다. 2023년 기준, 매출 기준 공작기계 업계 세계 3위 기업에 해당한다.

## 역사
DN솔루션즈는 1976년 대우중공업의 공작기계 사업 부문으로 출범하였다. 이후 대우종합기계, 두산인프라코어 사업부문을 거쳐 2016년, '두산공작기계'라는 독립 법인으로 전환하였다. 이후 2022년 1월 자동차의 소음·진동을 줄이는 방진부품(VMS) 제조업체 DTR오토모티브(現DN오토모티브)에 인수되었다.

## 연혁
- 1976년 대우중공업 공작기계 공장 준공
- 1979년 공작기계 1000호기 생산
- 1980년 NC선반 국산화 자체 개발 및 수출
- 1992년 미국 법인 설립
- 1995년 유럽 법인 설립
- 2000년 대우종합기계(주)로 분할
- 2003년 중국 법인 설립 및 연태 공장 착공
- 2005년 두산그룹 편입 및 두산인프라코어로 사명 변경
- 2008년 창원 본사 R&D 센터 설립
- 2013년 성주공장 준공
- 2016년 두산공작기계(주)로 사명 변경
- 2016년 인도 법인 설립
- 2022년 DN솔루션즈로 사명 변경
- 2023년 멕시코 법인 설립
- 2023년 독일 테크니컬 센터 설립
- 2023년 주식회사 다현테크 인수
- 2024년 베트남 법인 설립
- 2024년 독일 R&D 법인 설립
- 2025년 기업공개 철회[8]